# Luca Marconi (motociclista)
Luca Marconi (Rimini, 13 luglio 1989) è un pilota motociclistico italiano.

## Carriera
All'età di 12 anni inizia a correre in Italia nella categoria Junior B con una minimoto DM. Esordisce a livello agonistico nel 2002, sempre in Italia. Nel 2006 si laurea campione europeo. Nel 2007 partecipa al trofeo Honda e al campionato italiano 125, correndo per il team MN Racing. Nel 2008, in sella ad una Honda, è sesto nel campionato italiano 125. Esordisce nella classe 125 del motomondiale nel 2009 con l'Aprilia RS 125 R del team CBC Corse, il compagno di squadra è stato Luca Vitali. Nel 2010 passa all'Ongetta Team, i compagni di squadra sono Alexis Masbou e Jonas Folger. In questa stagione è costretto a saltare i GP di Francia, Aragona e Comunità Valenciana per infortuni.
Nel 2011 è iscritto al campionato mondiale Supersport in sella ad una Yamaha YZF R6 con il team Bike Service R.T.. Chiude la stagione al trentunesimo posto con tre punti ottenuti. Sempre nel 2011, partecipa ad alcune gare del campionato Italiano Supersport concludendo al quattordicesimo posto in classifica finale. Nel 2012 corre con la stessa moto nel team VFT Racing. Chiude la stagione al ventitreesimo posto con 16 punti. Miglior risultato stagionale è stato il dodicesimo posto ottenuto nel Gran Premio di Spagna ad Aragón. Nella stessa stagione è iscritto al alcuni eventi nel CIV Supersport senza poi scendere in pista.
Nel 2013 è nuovamente pilota titolare nel campionato mondiale Supersport, in sella ad una Honda CBR600RR del team PTR Honda. Marconi chiude la stagione al ventiduesimo posto con 17 punti. Miglior risultato stagionale è il decimo posto ottenuto nel Gran Premio d'Italia a Monza Nel 2014 Marconi partecipa alle ultime cinque gare del campionato mondiale Supersport con una Honda CBR600RR del team Lorini. Chiude la stagione al ventiseiesimo posto con cinque punti mondiali.
Nel 2015 si trasferisce nella Superstock 1000 FIM Cup, dove diventa pilota titolare del team Trasimeno, che gli mette a disposizione una Yamaha YZF-R1. I compagni di squadra sono Jérémy Guarnoni e Remo Castellarin. Chiude la stagione al diciassettesimo posto con 17 punti ottenuti. Miglior risultato stagionale è il nono posto ottenuto nel Gran Premio del Portogallo a Portimão. Con lo stesso team in questa stagione partecipa ad alcune gare del campionato Italiano Velocità conquistando ventisei punti e il diciassettesimo posto in classifica.
Nel 2016 è riconfermato dal team Trasimeno in Superstock 1000 FIM Cup, con la stessa moto della stagione precedente. Chiude la stagione al ventitreesimo posto con dieci punti ottenuti. Nel 2017 è pilota titolare nel campionato europeo Supoerstock 1000 alla guida dell'unica Yamaha YZF-R1 del Theblacksheep Team. Disputa solo le prime tre gare in calendario. Gli otto punti ottenuti gli consentono di chiudere il campionato in ventiduesima posizione.

## Risultati in gara

### Motomondiale
| 2009 | Classe | Moto    |    |    |    |     |     |    |    |    |    |    |    |    |    |    |     |    |     |  | Punti | Pos. |
| ---- | ------ | ------- | -- | -- | -- | --- | --- | -- | -- | -- | -- | -- | -- | -- | -- | -- | --- | -- | --- |  | ----- | ---- |
| 2009 | 125    | Aprilia | 24 | 25 | 25 | Rit | Rit | 24 | 23 | NE | 24 | 19 | 26 | 24 | 24 | 26 | Rit | 21 | Rit |  | 0     |      |

| 2010 | Classe | Moto    |    |    |     |     |    |     |    |     |    |    |    |     |     |    |     |    |     |     | Punti | Pos. |
| ---- | ------ | ------- | -- | -- | --- | --- | -- | --- | -- | --- | -- | -- | -- | --- | --- | -- | --- | -- | --- | --- | ----- | ---- |
| 2010 | 125    | Aprilia | 22 | 17 | Inf | Rit | 23 | Rit | 18 | Rit | NE | 23 | 18 | Rit | Inf | 23 | Rit | 19 | Rit | Inf | 0     |      |

| Legenda | 1º posto        | 2º posto            | 3º posto            | A punti      | Senza punti        | Grassetto – Pole position Corsivo – Giro più veloce |
| Legenda | Gara non valida | Non qual./Non part. | Ritirato/Non class. | Squalificato | '-' Dato non disp. | Grassetto – Pole position Corsivo – Giro più veloce |

### Campionato mondiale Supersport
| 2011 | Moto   |    |     |     |    |     |     |    |     |    |  |  |    |  |  | Punti | Pos. |
| ---- | ------ | -- | --- | --- | -- | --- | --- | -- | --- | -- |  |  | -- |  |  | ----- | ---- |
| 2011 | Yamaha | 19 | Rit | Rit | 15 | Rit | Rit | 14 | Rit | NP |  |  | 17 |  |  | 3     | 31º  |

| 2012 | Moto   |    |    |    |    |    |    |    |    |     |    |     |     |  |  | Punti | Pos. |
| ---- | ------ | -- | -- | -- | -- | -- | -- | -- | -- | --- | -- | --- | --- |  |  | ----- | ---- |
| 2012 | Yamaha | 13 | 14 | 14 | 13 | 20 | 16 | 12 | 15 | Rit | 15 | Rit | Rit |  |  | 16    | 23º  |

| 2013 | Moto  |    |    |    |    |    |    |    |    |    |    |    |    |    |  | Punti | Pos. |
| ---- | ----- | -- | -- | -- | -- | -- | -- | -- | -- | -- | -- | -- | -- | -- |  | ----- | ---- |
| 2013 | Honda | 12 | 10 | NP | 10 | 18 | 15 | NP | AN | 20 | 22 | 20 | 18 | 19 |  | 17    | 22º  |

| 2014 | Moto  |  |  |  |  |  |  |    |    |     |    |     |  |  |  | Punti | Pos. |
| ---- | ----- |  |  |  |  |  |  | -- | -- | --- | -- | --- |  |  |  | ----- | ---- |
| 2014 | Honda |  |  |  |  |  |  | 21 | 16 | Rit | 11 | Rit |  |  |  | 5     | 26º  |

| Legenda | 1º posto        | 2º posto            | 3º posto           | A punti      | Senza punti        | Grassetto – Pole position Corsivo – Giro più veloce |
| Legenda | Gara non valida | Non qual./Non part. | Ritirato/Non class | Squalificato | '-' Dato non disp. | Grassetto – Pole position Corsivo – Giro più veloce |